# Rio Caeté
O rio Caeté   é um curso de água do estado do Acre, Brasil. É afluente do Rio Purus.